# Bataille du Soissonnais
Pour les articles homonymes, voir Bataille de l'Ourcq.
Ne doit pas être confondu avec Bataille de Soissons.
Première Guerre mondiale
Batailles
Front d'Europe de l’Ouest
- Liège (8-1914)
- Namur (8-1914)
- Frontières (8-1914)
- Anvers (9-1914)
- Grande Retraite (9-1914)
- Marne (9-1914)
- Course à la mer (9-1914)
- Yser (10-1914)
- Messines (10-1914)
- Ypres (10-1914)
- Givenchy (12-1914)
- 1re Champagne (12-1914)
- Hartmannswillerkopf (1-1915)
- Neuve-Chapelle (3-1915)
- 2e Ypres (4-1915)
- Colline 60 (4-1915)
- Artois (5-1915)
- Festubert (5-1915)
- Quennevières (6-1915)
- Linge (7-1915)
- 2e Artois (9-1915)
- 2e Champagne (9-1915)
- Loos (9-1915)
- Verdun (2-1916)
- Redoute Hohenzollern (3-1916)
- Hulluch (4-1916)
- 1re Somme (7-1916)
- Fromelles (7-1916)
- Arras (4-1917)
- Vimy (4-1917)
- Chemin des Dames (4-1917)
- 3e Champagne (4-1917)
- 2e Messines (6-1917)
- Passchendaele (7-1917)
- Cote 70 (8-1917)
- 2e Verdun (8-1917)
- Malmaison (10-1917)
- Cambrai (11-1917)
- Bombardements de Paris (1-1918)
- Offensive du Printemps (3-1918)
- Lys (4-1918)
- Aisne (5-1918)
- Bois Belleau (6-1918)
- 2e Marne (7-1918)
- 4e Champagne (7-1918)
- Château-Thierry (7-1918)
- Le Hamel (7-1918)
- Amiens (8-1918)
- Cent-Jours (8-1918)
- 2e Somme (9-1918)
- Bataille de la ligne Hindenburg
- Meuse-Argonne (10-1918)
- Cambrai (10-1918)

Front italien
Front d'Europe de l’Est
Front des Balkans
Front du Moyen-Orient
Front africain
Bataille de l'Atlantique
La bataille du Soissonnais, ou bataille du Soissonnais et de l'Ourcq, s'est déroulée du 18 au 22 juillet 1918 dans les environs de Soissons. Dans le cadre plus général de la seconde bataille de la Marne, cet engagement est une contre-attaque alliée, réponse à l'offensive allemande de grande envergure, dite « Friedensturm », dans la région de Reims, communément appelée quatrième bataille de Champagne.

## Préparation
Ferdinand Foch, commandant suprême des forces alliées, déploie une contre-offensive majeure dans le secteur de Soissons et sur la rivière Ourcq. Elle implique 24 divisions françaises, plusieurs divisions britanniques et les Buffalo Soldiers de la 92e division d'infanterie américaine, sous commandement français, avec l'appui d'autres troupes alliées, dont huit autres divisions américaines sous commandement américain et 350 chars. Elle a pour objectif de réduire le saillant allemand menaçant Paris.

## Forces en présence et déroulement
La 10e armée de Charles Mangin et la 6e armée de Jean-Marie Degoutte se lancent à l'assaut, et avancent de 8 km lors du premier jour. Plus à l'ouest, la 5e armée de Henri Berthelot progresse peu face à la 9e armée allemande de Johannes von Eben.

## Bilan
Les combats s'achèvent alors que les Alliés ont repris la majeure partie du terrain perdu face aux Allemands lors de l'offensive du printemps 1918.
Les Alliés perdent 125 000 hommes (dont 95 000 Français, 13 000 Britanniques et 12 000 Américains), tandis que les Allemands perdent 168 000 hommes.

## Décorations
- SOISSONNAIS 1918 : inscrit sur le drapeau des régiments cités lors de cette bataille.